# الکساندر راتکوف
الکساندر راتکوف (سیریلیک صربی: Александар Ратков؛ زادهٔ ۱۱ مارس ۱۹۹۲) بازیکن بسکتبال اهل صربستان است.
وی در مسابقات کشوری و بین‌المللی در مجموع برندهٔ ۱ مدال برنز شده‌است.